# کاتسومی شیباتا
کاتسومی شیباتا (ژاپنی: 柴田 勝巳؛ ۱ ژانویهٔ ۱۹۰۹ – ۰ اوت ۱۹۴۲) بازیکن هاکی روی چمن اهل ژاپن بود.